# 薄田兼相
薄田兼相（日语：／ Susukida Kanesuke，？—1615年6月2日）是日本戰國時代的武將。初名古繼。通稱隼人正。仕於小早川隆景、豐臣秀賴。被視為與友報仇和擊退狒狒傳説而廣為人知的岩見重太郎是同一人物。

## 生平
前半生不明，被認為是山城國或筑後國出身。小早川隆景的劍術指南役岩見重左衛門的二男，不過成為叔父薄田七左衛門的養子並在全國進行武者修行。歸還後改名為薄田隼人，在隆景死後成為浪人，後來在豐臣氏之下仕官並領有3千石（後來加增至5千石）。慶長16年（1611年）的「禁裏御普請眾」中有他的名字。妹妹是堀田一繼的妻室（『寛政重修諸家譜』）。
在慶長19年（1614年）的大坂之陣中参戰。在大坂冬之陣中率領浪人眾守備博勞淵砦，但是在博勞淵之戰中因為留在遊廓期間被德川方攻陷城砦而顯得相當失態，與大野治胤一同被己方嘲笑為「橙武者」（橙在日本新年中因為酸味還很重而被當作裝飾，有中看不中用的意思）。
在大坂夏之陣的道明寺之戰中，因為行進路線上出現大霧導致延遲了８小時以上才趕到救援地點，直接造成先出戰迎敵的友軍後藤基次遭到德川軍殲滅，在抵達現場之後又立即遭遇德川軍的水野勝成。兼相在難過自責後藤基次的陣亡之餘，親自到陣前攻擊敵兵，最終被水野勝成的家臣河村重長討死。
子孫淺野家的一族在大阪府羽曳野市譽田7丁目建立墓所，1996年以後成為羽曳野市的指定有形文化財。

## 傳說
大阪市西淀川區野里的住吉神社有關於薄田兼相的傳說流傳。這個地方毎年都有風災和水災出現，惡疫流行令到村民長年受苦。苦惱的村民就採用了古老的對策，根據占卜得出「毎年在特定的日子，把女子放進棺材並放置在神社」的結果，於是在6年間都持續著這個儀式。在第7年作同様準備的時候就遇到薄田兼相，他說「神明在拯救人時不會有犧牲」，於是自身進入棺材中。翌朝，村民前往確認狀況時發現從棺材開始有一點點的血痕一直連到鄰村，在這裡發現擄走人類女性的大狒狒死在地上。（作者南里空海，2011年3月25日在世界文化社出版）

## 登場作品
小説
- （作者：谷恒生 双葉文庫）
- (作者：司馬遼太郎 收錄在講談社文庫的『軍師二人』)

## 外部連結
- 誉田史跡公園